# Grote Reset

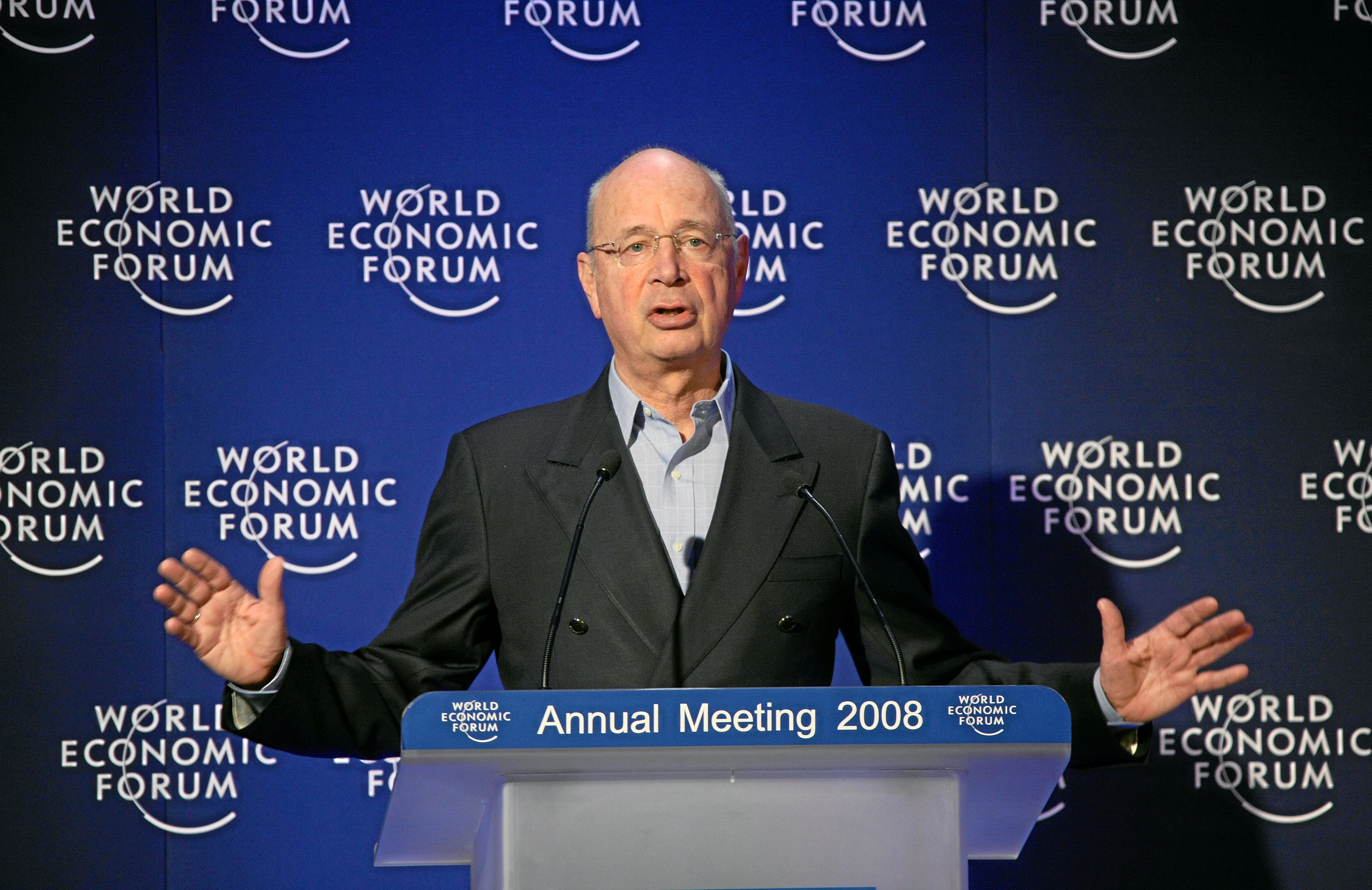
Klaus Schwab, grondlegger van het World Economic Forum.

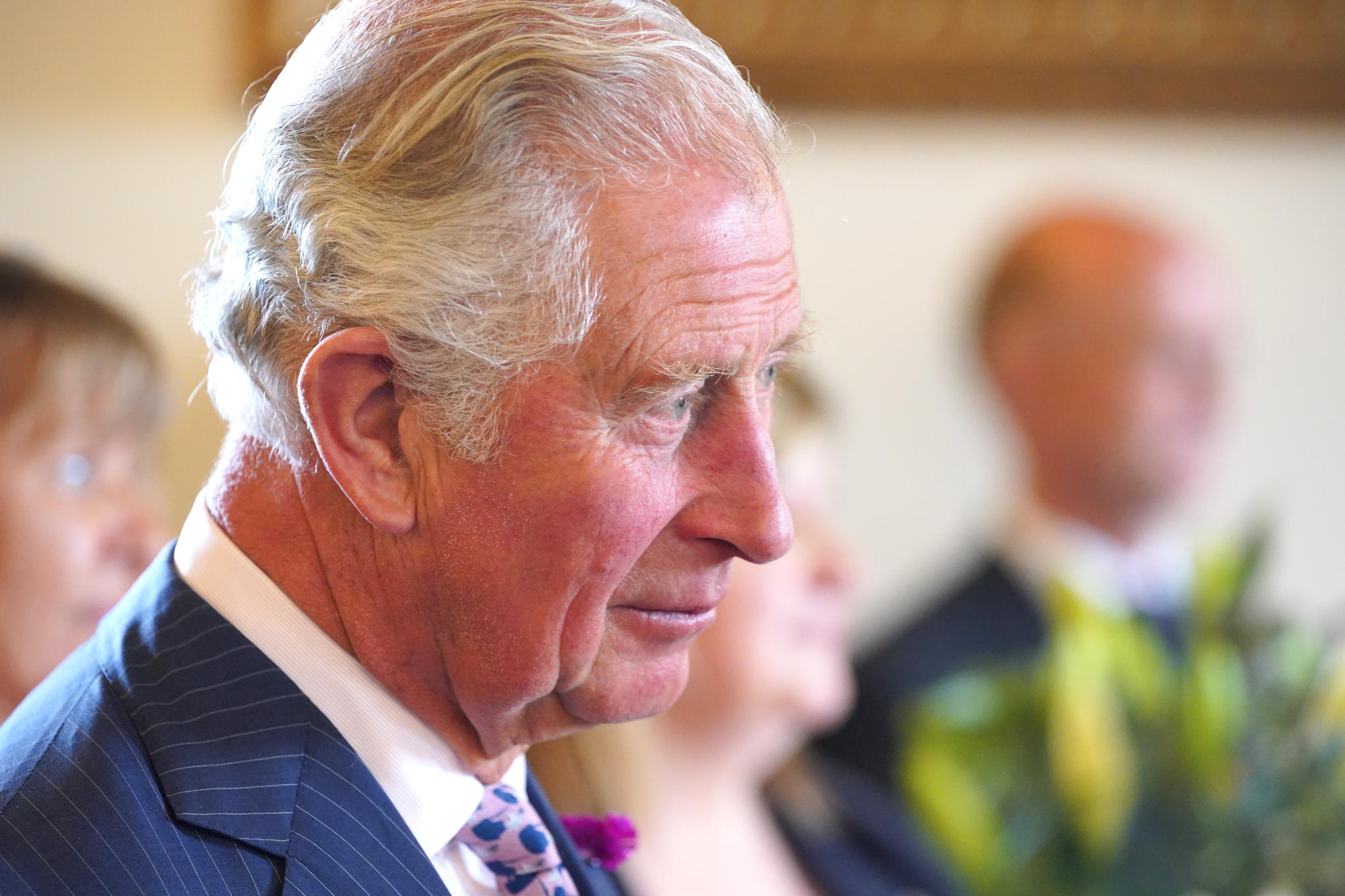
Charles III, koning van het Verenigd Koninkrijk.

De Grote Reset (in het Engels: Great Reset, ofwel de Grote herstart) is een voorstel van het World Economic Forum (WEF) om na de coronapandemie de wereldeconomie duurzaam opnieuw op te bouwen.

## Beschrijving
Het voorstel werd gepresenteerd in juni 2020 door toenmalig prins Charles van Wales en WEF-directeur Klaus Schwab onder de titel "The Great Reset, Transforming Our World and Building Back Better". Op 9 juli 2020 verscheen ook het boek COVID-19: The Great Reset van de hand van Schwab en Thierry Malleret. Doel van de plannen is om het kapitalistisch systeem te verbeteren door investeringen te doen die zijn gericht op gedeelde vooruitgang en meer aandacht voor het milieu.
De vijf belangrijkste pijlers van het voorstel zijn: economisch, maatschappelijk, geopolitiek, ecologisch en technologisch.

## Het voorstel
Volgens het World Economic Forum biedt de COVID-19-pandemie een kans om de wereldeconomie een nieuwe vorm te geven, om zo snel economisch herstel mogelijk te maken. Innovaties, wetenschap en technologie moeten worden aangepast om duurzame ideeën winstgevend te maken. Men wil mondiaal een nieuwe economische en politieke orde inrichten, om welvaart en inkomen te verdelen wat moet zorgen voor minder sociale ongelijkheid.
Volgens het WEF moet er worden geanticipeerd op een Vierde Industriële Revolutie, waarbij er een digitale economie en openbare infrastructuur wordt gestart. Banen in fysieke winkels zullen plaats maken voor die in de digitale economie en monopolies op grote schaal worden aangepakt.
Volgens koning Charles zal de particuliere sector hoofdzakelijk aanjager van het plan zijn. Schwab geeft aan dat het economisch systeem hetzelfde blijft, maar dat het verbeterd moet worden om "verantwoord kapitalisme" mogelijk te maken.

## Kritiek
Het plan wordt bekritiseerd door conservatieve leiders, die vrezen dat de coronapandemie door het WEF misbruikt wordt voor het installeren van een door socialisme geïnspireerde dystopie waarin een globale (financiële) elite alle macht naar zich toetrekt ten koste van nationale soevereiniteit, democratie en privacy van de burger. Hoogleraar Bob de Wit aan Nyenrode Business Universiteit waarschuwt dat deze ‘Great Reset’ vooral de belangen van digitech-, financiële en farmaceutische bedrijven dient in een wereldorde waarin nationale staten en democratische controle ondergeschikt zijn. Volgens De Wit was de timing van het boek opmerkelijk, aangezien de pandemie nog geen half jaar gaande was – onvoldoende tijd voor de ontwikkeling en publicatie van het 282 pagina's tellende boek. Dit deed velen vermoeden dat de crisis werd aangegrepen om een reeds ontwikkelde ‘Great Reset’ te propageren.

## Complottheorieën
Over de Great Reset bestaan meerdere complottheorieën. Het voorstel van het World Economic Forum zou zorgen voor de oplossingen van drie problemen: werkloosheid, klimaatverandering en een beter sociaal contract, wat volgens Klaus Schwab nodig zou zijn omdat onze oude systemen niet meer goed zouden functioneren. Volgens de complottheorieën zouden we daarom een marxistisch model krijgen, omdat het kapitalisme niet zou werken. In februari 2022 bracht het World Economic Forum een nieuw rapport uit waarin zij hun plannen uiteenzette voor de totstandbrenging van de Vierde industriële revolutie; een samensmelting van de fysieke, digitale en biologische wereld. Dit zou het mogelijk maken om menselijk gedrag te beïnvloeden met autoritair toezicht. De plannen van de Europese Commissie voor een digitale identiteit zouden volgens de theorieën de basis leggen voor een wereldwijd sociaal kredietsysteem. Verschillende experts hebben gewaarschuwd voor onder meer een controlestaat en het einde van de vrijheid op basis van dit voorstel. Schrijvers als George Orwell en Aldous Huxley zouden hier in de vorige eeuw ook al voor hebben gewaarschuwd. Door sommigen wordt beweerd dat de financiële elite en wereldleiders opzettelijk een pandemie hebben gecreëerd, om de Great Reset versneld uit te kunnen voeren door idealistische globalisten en vervolgens een Nieuwe Wereldorde te starten.
De complottheorieën bleken vanaf november 2020 een veelgezochte term op het internet, vlak na Joe Bidens overwinning in de Amerikaanse presidentsverkiezingen. Bidens campagneslogan "Build Back Better" en de toespraak van de Canadese premier Justin Trudeau die in september 2020 viraal ging, worden ook aangehaald als bewijs van de vermeende samenzwering. Deze toespraak over de ontwikkelingsagenda voor 2030 bevat veel overeenkomstig taalgebruik met die van de Grote Reset.